# Hugo Deiring
Hugo Deiring (25 de julho de 1920 - 5 de agosto de 1999) foi um comandante de U-Boot que serviu na Kriegsmarine durante a Segunda Guerra Mundial.

## Carreira

### Patentes
| Offiziersanwärter    | 1 de outubro de 1938  |
| Seekadett            | 1 de julho de 1939    |
| Fähnrich zur See     | 1 de dezembro de 1939 |
| Oberfähnrich zur See | 1 de agosto de 1940   |
| Leutnant zur See     | 1 de abril de 1941    |
| Oberleutnant zur See | 1 de abril de 1943    |

### Condecorações
| Cruz de Ferro 2ª Classe     | 16 Jul 1942            |
| Badge de Guerra dos U-Boots | 10 de setembro de 1942 |